# Anatol Tschepurnoff
 Anatol (Anatoly) Tschepurnoff (Tchepurnoff, Chepurnov, Czepurnow)  (19 de desembre de 1871, Loviisa – 29 d'abril de 1942, Hèlsinki) fou un jugador d'escacs russo-finès.

## Resultats destacats en competició

### Abans de la I Guerra Mundial
Abans de la I Guerra Mundial, va participar en molts torneigs a Sant Petersburg. El 1903, fou 5è. El 1904, 9è (campió: Ievgueni Znosko-Borovski), 2n (campió: Grigory Helbach), empatat al 4t-5è lloc (campió: Koyalovich). El 1908, empatà al 7è-8è llocs (campions: Sergey von Freymann i Rosenkrantz). El 1909, fou 14è al Torneig de Totes les Rússies (campió: Aleksandr Alekhin), empatà al 7è-8è llocs (campió: Grigori Löwenfisch). El 1911, fou 8è (campions: Fyodor Duz-Chotimirsky i Znosko-Borovski), empatà al 5è-6è llocs (campions: Ilya Rabinovich i Platz). El 1913, fou 3r.

### Després de la guerra
Després de la guerra, va guanyar a Hèlsinki el primer Campionat d'escacs de Finlàndia el 1922 (a l'edat de 50 anys). Va participar en la I Olimpíada d'escacs no oficial de Paris 1924, on quedà primer al grup de qualificació número 7, i empatà als llocs 4t a 6è a la final del Campionat del Món amateur (campió:Hermanis Matisons). El 20 de juliol de 1924, juntament amb catorze delegats d'altres països, Tschepurnoff fou un dels 15 signataris de l'acta de fundació de la FIDE.
El 1926, fou 3r a Budapest. El 1927, va representar Finlàndia al primer tauler (+4 –7 =4) a la I Olimpíada d'escacs. El 1928, va empatar als llocs 12è a 14è a La Haia al segon Campionat del Món amateur organitzat per la FIDE (el campió fou Max Euwe). El mateix any va guanyar el II Campionat de Finlàndia, a Viipuri. El 1929, fou 7è a Göteborg, en el 14è Campionat d'escacs nòrdic guanyat per Gideon Stahlberg). El 1930, fou 3r a Estocolm (15è Campionat d'escacs nòrdic, guanyat per Erik Andersen). Aquest mateix any va empatar als llocs 2n a 4t a Hèlsinki (campió: Eero Böök). El 1931, va perdre un matx amb Böök (4,5 : 5,5) pel campionat finès, i obtingué el subcampionat. El 1935 fou igualment segon, rere Böök, al Campionat de Finlàndia.